# Bonellia
Bonellia – rodzaj roślin z rodziny pierwiosnkowatych (Primulaceae). Obejmuje 29 gatunków. Rośliny te występują w Ameryce Środkowej (po północny Meksyk i włącznie z Antylami) oraz w północno-zachodniej Ameryce Południowej (od Wenezueli po Peru).

## Morfologia
PokrójNiewielkie drzewa i krzewy. Młode pędy nagie lub omszone.
LiścieSkrętoległe, z wyraźną ostką na końcu blaszki. U gatunku B. paludicola liście są pozornie okółkowe, jak u roślin z blisko spokrewnionego rodzaju Jacquinia.
KwiatyZebrane w grona szczytowe. Kwiaty 5-krotne, obupłciowe. Korona dzwonkowata, pomarańczowa, tylko u B. paludicola i B. longifolia biała. Pręciki na nitkach u nasady zrośniętych.
OwoceKulistawe pestkowce.

## Systematyka
Pozycja systematyczna
Rodzaj z plemienia Theophrasteae i podrodziny Theophrastoideae z rodziny pierwiosnkowatych Primulaceae. 
Wyodrębniany jest z rodzaju Jacquinia, w niektórych ujęciach wskazywany jest jako prawdopodobny synonim tego rodzaju.
Wykaz gatunków
- Bonellia albiflora (Lundell) B.Ståhl & Källersjö
- Bonellia bissei (Lepper) Lepper & J.E.Gut.
- Bonellia brevifolia (Urb.) B.Ståhl & Källersjö
- Bonellia brunnescens (Urb.) Lepper & J.E.Gut.
- Bonellia curtissii (Britton) Lepper & J.E.Gut.
- Bonellia flammea (Millsp. ex Mez) B.Ståhl & Källersjö
- Bonellia frutescens (Mill.) B.Ståhl & Källersjö
- Bonellia fruticulosa Lepper & J.E.Gut.
- Bonellia lippoldii (Lepper) B.Ståhl & Källersjö
- Bonellia loeflingii (Carrasquel) B.Ståhl & Källersjö
- Bonellia longifolia (Standl.) B.Ståhl & Källersjö
- Bonellia macrocarpa (Cav.) B.Ståhl & Källersjö
- Bonellia moana (Borhidi) Lepper & J.E.Gut.
- Bonellia montana (B.Ståhl) B.Ståhl & Källersjö
- Bonellia mucronata (Schult.) B.Ståhl & Källersjö
- Bonellia nervosa (C.Presl) B.Ståhl & Källersjö
- Bonellia nitida (B.Ståhl) B.Ståhl & Källersjö
- Bonellia oligantha (Borhidi) Lepper & J.E.Gut.
- Bonellia paludicola (Standl.) B.Ståhl & Källersjö
- Bonellia pauciflora (B.Ståhl & F.S.Axelrod) B.Ståhl & Källersjö
- Bonellia pringlei (Bartlett) B.Ståhl & Källersjö
- Bonellia robusta (Urb.) Lepper & J.E.Gut.
- Bonellia seleriana (Urb. & Loes.) B.Ståhl & Källersjö
- Bonellia shaferi (Urb.) B.Ståhl & Källersjö
- Bonellia sprucei (Mez) B.Ståhl & Källersjö
- Bonellia stenophylla (Urb.) B.Ståhl & Källersjö
- Bonellia stenophylloides (Borhidi) Lepper & J.E.Gut.
- Bonellia umbellata (A.DC.) B.Ståhl & Källersjö
- Bonellia verrucosa Lepper & J.E.Gut.